# Булгаково (Духовщинский район)
Булгаково — деревня в Смоленской области России, в Духовщинском районе. Расположена в северной части области в 16 км к западу от Духовщины, в 7 км к западу от станции Ерыши на железной дороге Смоленск — Озёрный.
Население — 214 жителей (2007 год). Административный центр Булгаковского сельского поселения.

## История
22 июня 1942 года в деревне состоялся антифашистский митинг.

## Экономика
Сельхозпредприятие «Булгаково», средняя школа, дом культуры.